# Juillet 1774

## Événements
- 2 juillet : offensive russe dans les Balkans. L'armée russe passe le Danube et coupe aux Ottomans toute communication avec Varna[1].

- 20 juillet, France : Turgot ministre à la Marine.

- 21 juillet :
  - France : Vergennes est nommé aux Affaires étrangères.
  - Le traité de Kutchuk-Kaïnardji met fin à la guerre russo-turque[2]. La Russie obtient le Nord de la mer Noire (Azov, Kertch, bouches du Dniepr, Kouban et Terek), le droit de libre navigation en mer Noire et dans les détroits et le protectorat sur les chrétiens orthodoxes de l’Empire ottoman. L’Autriche obtient la Bukovine. La Crimée est reconnue indépendante. La Valachie et la Moldavie obtiennent du sultan des libertés politiques.

## Naissances
- Robert Jameson (mort en 1854), géologue et minéralogiste écossais.

## Décès
- 11 juillet : Sir William Johnson, général.
- 27 juillet : Samuel Gottlieb Gmelin, médecin, naturaliste et explorateur allemand (° 1744).